# Hans Hateboer
Hans Hateboer (født d. 9. Januar 1994) er en hollandsk professionel fodboldspiller, som spiller som højre-back for den italienske klub Atalanta og det hollandske landshold.
Hateboer er et produkt af FC Groningens ungdomsakademi. Han spillede 3 og en halv sæson for Groningens førstehold før at han i januar 2017 skiftede til Atalanta.